# Tadeusz Różewicz

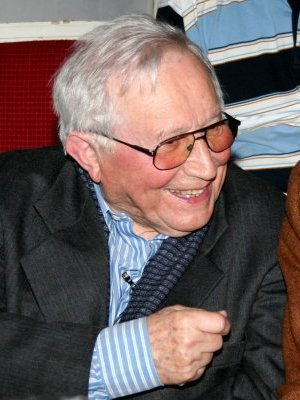
Tadeusz Różewicz, 2006

Tadeusz Różewicz (* 9. Oktober 1921 in Radomsko; † 24. April 2014 in Breslau) war ein polnischer Schriftsteller.

## Leben
Tadeusz Różewicz wuchs als Sohn eines Beamten in Radomsko auf. Während der deutschen Besatzung im Zweiten Weltkrieg war er zunächst Fabrikarbeiter. 1941 schloss er sich der Polnischen Heimatarmee (AK) an, sein Bruder, ebenfalls AK-Kämpfer, wurde Ende 1944 von der Gestapo hingerichtet. In Krakau studierte er nach dem Krieg Kunstgeschichte und schrieb seine ersten Gedichte. Sein erster Gedichtband erschien 1947. Binnen eines Jahrzehnts galt er als „jüngster polnischer Klassiker“ und später – bis Wisława Szymborska im Jahre 1996 den Nobelpreis für Literatur erhielt – als „größter lebender Lyriker seiner Sprache“. In den späten 1950er Jahren wandte er sich vor allem dem Schauspiel zu. 1960 wurde in Warschau Die Kartothek uraufgeführt, 1963 sein berühmtestes Stück, Die Zeugen oder Unsere kleine Stabilisierung. In den 1980er Jahren war er in der DDR einer der meistgespielten Dramatiker; für das polnische Theater gilt dies bis heute.
Tadeusz Różewicz lebte als Lyriker, Dramatiker, Erzähler und Drehbuchautor in Breslau. Er wurde mit zahlreichen Preisen auszeichnet. Günter Grass widmete ihm ein Gedicht mit dem Titel „Jemand aus Radomsko“.
Sein Werk ist in viele Sprachen übersetzt; seine Übersetzer ins Deutsche sind Karl Dedecius, Peter Lachmann, Ilka Boll, Christa Vogel, Armin Dross, Paul Pszoniak, Alois Woldan, Henryk Bereska, Bernhard Hartmann und Roswitha Matwin-Buschmann.
Sein Bruder Stanisław Różewicz (1924–2008) war ein Filmregisseur.

## Preise und Auszeichnungen (in Auswahl)
- 1982 Österreichischer Staatspreis für Europäische Literatur
- 1994 Kulturpreis Schlesien des Landes Niedersachsen
- 1998 Samuel-Bogumil-Linde-Preis
- 2000 Nike-Literaturpreis
- 2007 Europäischer Preis für Literatur
- 2011 Aus Anlass seines 90. Geburtstages rief die Stadt Breslau das Różewicz-Jahr aus.[4]

## Werke in deutscher Übersetzung
(jeweils in der Reihenfolge des Erscheinens der deutschen Ausgabe)

### Lyrik
- Offene Gedichte, 1945–1969. Carl Hanser Verlag, München 1969. Herausgegeben und übersetzt von Karl Dedecius
- Schattenspiele. Gedichte 1945–1969. Heyne, München 1979. ISBN 3-453-85007-6. Übersetzt von Karl Dedecius
- Überblendungen. Gedichte. Carl Hanser Verlag, München 1987. ISBN 3-446-14483-8. Übersetzt von Peter Lachmann
- Das unterbrochene Gespräch. Gedichte. Droschl, Graz 1992. ISBN 3-85420-234-2. Übersetzt von Alois Woldan
- Letztendlich ist die verständliche Lyrik unverständlich. Späte und frühe Gedichte. Carl Hanser Verlag, München 1996. ISBN 3-446-18575-5. Übersetzt von Karl Dedecius.
- Zweite ernste Verwarnung. Gedichte. Carl Hanser Verlag, München 2000. ISBN 3-446-19931-4. Übersetzt von Henryk Bereska
- Recycling. Ein Poem. Corvinus Presse, Berlin 2000. ISBN 3-910172-73-3. Übers., Nachwort Henryk Bereska
- nauka chodzenia. gehen lernen. Biuro Literackie, Wrocław 2007. ISBN 978-83-60602-49-2. Übers. Karl Dedecius, Bernhard Hartmann, Andrzej Słomianowski.
- Und sei's auch nur im Traum. Gedichte 1998–2008. Karl Stutz, Passau 2012. ISBN 978-3-888-49-147-4. Herausgegeben und übersetzt von Bernhard Hartmann.

### Drama
- Der unterbrochene Akt und andere Stücke. Suhrkamp, Frankfurt 1966 (Bibliothek Suhrkamp, 189). Übers. Ilka Boll
- Weiße Ehe. Henschelverlag Kunst und Gesellschaft, Berlin 1978. (= Reihe Henschel-Schauspiel). Übers. Henryk Bereska.
  - auch enthalten in: Weiße Ehe. In: Heinrich Olschowsky (Hrsg.): Weiße Ehe. Moderne polnische Dramen. Reclam, Leipzig 1982 (= Reclams Universal-Bibliothek, 886)
- Auf allen Vieren. Henschelverlag Kunst und Gesellschaft, Berlin 1980. (= Reihe Henschel-Schauspiel). Übersetzt von Christa Vogel.
- Die Falle. Henschelverlag Kunst und Gesellschaft, Berlin 1983. (= Reihe Henschel-Schauspiel). Übersetzt von Christa Vogel.
- Vorbereitung einer Dichterlesung und drei außergewöhnliche szenische Miniaturen. Katzengraben-Presse, Berlin-Köpenick 1993. ISBN 3-910178-09-6. Übersetzt von Henryk Bereska.

### Prosa
- In der schönsten Stadt der Welt. Sechs Geschichten. Nymphenburger Verlags-Handlung, München 1962. Übersetzt von Armin Dross.
- Schild aus Spinngeweb. Aufzeichnungen aus der Werkstatt. Suhrkamp, Frankfurt 1967. ISBN 3-518-10194-3. Übersetzt von Peter Lachmann.
- Entblößung. Erzählung. Carl Hanser Verlag, München 1968. Übersetzt von Paul Pszoniak.
- In der schönsten Stadt der Welt. Erzählungen. Verlag Volk und Welt, Berlin 1971. (Reihe „Volk und Welt Spektrum“, Bd. 35). Übers. Roswitha Buschmann. Nachw. Heinrich Olschowsky
  - Neuausgabe: In der schönsten Stadt der Welt. Erzählungen. Carl Hanser, München 2006. Übers., Hrsg. v. Roswitha Matwin-Buschmann ISBN 978-3-446-20766-0.
- Der Tod in der alten Dekoration. Erzählung. Carl Hanser, München 1973 ISBN 3-446-11712-1. Übers. Peter Lachmann

### Anthologien
- Gedichte, Stücke. Hrsg. v. Karl Dedecius. Suhrkamp, Frankfurt 1983 ISBN 3-518-04524-5 Übers. Ilka Boll (Stücke), Karl Dedecius (Gedichte).
- Mutter geht. Hrsg. Bernhard Hartmann, Alois Woldan. Karl Stutz, Passau 2009. Übers. Jolanta Doschek, Hartmann, Woldan. Nachw. German Ritz ISBN 978-3-88849-132-0
- Tadeusz Różewicz. Hrsg. v. Richard Pietraß. Märkischer Verlag, Wilhelmshorst 2012 (= Poesiealbum 299) ISBN 978-3-931329-99-0

## Drehbücher
- 1968: Einsamkeit zu zweit (Samotność we dwoje)
- 1966: Hölle und Himmel (Piekło i niebo)
- 1964: Echo (Echo)
- 1960: Ein Platz auf Erden (Miejsce na ziemi)